# Manfred Molitorisz
Manfred Molitorisz (* 14. Januar 1949 in München) ist deutscher Schauspieler und Regisseur.
Nach seiner Ausbildung an der Otto-Falckenberg-Schule in München war er an vielen deutschen Theatern engagiert, u. a. in Lüneburg. Von 1987 bis 1995 war er Oberspielleiter am Theater der Stadt Koblenz.
Seit 1996 ist er freiberuflich als Schauspieler und Regisseur im deutschsprachigen Raum tätig.